# Deutsches Schloss- und Beschlägemuseum
Das Deutsche Schloss- und Beschlägemuseum ist weltweit das einzige wissenschaftlich geführte Museum für Schließ- und Sicherheitstechnik. Es hat seinen Sitz in Velbert im Kreis Mettmann. Es wurde 1928 als Heimatmuseum im „Alten Bürgermeisterhaus“ gegründet. Im Jahr 1982 zog man ins Forum Velbert um. Seit Oktober 2021 befindet sich das Museum in der Villa Herminghaus sowie einem eigens errichtetem Neubau.

## Geschichte
Die Geschichte der Sicherheitstechnik begann bereits vor über 4000 Jahren und entwickelte sich in einem engen Verhältnis zu Kultur und Lebensweise der Menschen stetig weiter.
Als die Menschen begannen, sesshaft zu werden und Häuser zu bauen, erkannten sie die Notwendigkeit, ihr Hab und Gut mit Schließanlagen abzusichern. Erste größere Schließanlagen sind uns aus der Römerzeit bekannt. Mit der Industrialisierung im 19. Jahrhundert erlebte auch der Bereich der Schlosskonstruktion einen Innovationsschub. In Velbert entstanden die ersten großen Schlossfabriken gegen Ende des 19. Jahrhunderts. Dadurch ging die bis dahin geübte Praxis der Herstellung von Schlössern in Heimarbeit zurück. Vom 15. Juli 2019 bis zum 8. Oktober 2021 war das Museum wegen Umzugs in die Villa Herminghaus geschlossen. Seit 2023 heißt der Platz zwischen Ost- und Kolpingstraße Heinz-Schemken-Platz, benannt nach dem langjährigen Bürgermeister Velberts Heinz Schemken.

## Ausstellung
Auf einem Rundgang werden Schlösser und Schließanlagen aus alter Zeit, sowie die Werkzeuge und Maschinen gezeigt, mit denen Schlösser und Schließanlagen hergestellt wurden. Die Dauerausstellung wirft auch einen Blick auf aktuelle Neuerungen der Schließtechnik wie elektronische Transponderschlösser und biometrische Verfahren der Zutrittskontrolle.